# ロッチのだめだめラジオ・天使のお言葉
『ロッチのだめだめラジオ・天使のお言葉』（ロッチのだめだめラジオ てんしのおことば）は、NHKラジオ第1放送で2012年4月8日から2015年3月14日まで放送されていたラジオ番組である。

## 概要
2011年12月27日に特別番組として放送され、2012年4月8日から、『wktkラヂオ学園』第3部（日曜23時台）のコーナーとして放送を開始し、2013年4月6日からは単独の番組として土曜日に移動した。
毎回リスナーから寄せられる失敗談や悩み事をメールで募集し、それについてロッチが、週替わりのゲスト（若手女優・歌手・アイドル）が扮する「天使」とともにその解決策を見出す。またその失敗談を聞いてのリスナーからの反響も併せて募集し、当日あるいは後日の放送で紹介する場合もある。
基本的には生放送であるが、出演者の都合により録音放送となる日もあり、その旨を番組公式サイトで告知する場合もある。

## 放送日時
- 2012年度：日曜日 23:10 - 24:00
wktkラヂオ学園第3部 フロート番組扱い。
- 2013年度 - 2014年度：土曜日 20:05頃 - 20:55

いずれも最終週は休止（『怒髪天 増子直純兄ィのロックな労働相談室』<2012・13年度>、『怒髪天・増子直純の月刊★ロック判定』<2014年度>を放送するため）。

## 天使一覧
- 2012年度は、wktkラヂオ学園#脚注を参照。
- 2013年度
  - 4月6日 - NANAE、MAIKO（7!!（））
  - 4月13日 - 和田彩花（スマイレージ・ピーベリー）
  - 4月20日 - 仲間リサ（収録）
  - 5月11日 - 岡田ロビン翔子、後藤夕貴（THE ポッシボー）
  - 5月18日 - 磯山さやか（収録）
  - 6月1日 - 星名美津紀
  - 6月8日 - 虎南有香[2]
  - 6月15日 - 阿澄佳奈
  - 6月22日 - 佐山彩香（収録）
  - 7月6日 - 吉本実憂
  - 7月13日 - KONAN[2]（収録）
  - 7月20日 - 森咲樹、佐保明梨（アップアップガールズ（仮））
  - 8月3日 - 三森すずこ（収録）
  - 8月17日 - AeLL.（収録[3]）
  - 8月24日 - 松井咲子 (AKB48)
  - 9月7日 - 田中れいな（LoVendoЯ）
  - 9月14日 - 宮崎由加、金澤朋子（Juice=Juice）（収録）
  - 9月21日 - 今野杏南
  - 10月5日 - 鷹羽澪
  - 10月12日・10月19日[4] - サイレントサイレン（19日分は収録）
  - 11月9日・11月23日[5] - X21（吉本実憂ほか[6]）（2回とも収録）
  - 11月16日 - 水沢エレナ
  - 12月7日 - 小林恵美
  - 12月14日 - 三宅麻理恵
  - 12月21日 - 和田彩花、福田花音（スマイレージ）

（2014年）
  - 1月4日 - 安原"サニー"芽生、高山"りぽぽ"莉沙（Nゼロ）（収録）
  - 1月11日 - 足立梨花（2回目）
  - 1月18日 - 岡田ロビン翔子（2回目）、諸塚香奈実（THE ポッシボー）
  - 2月1日 - 岸明日香
  - 2月8日 - ラフルアー宮澤エマ
  - 2月15日 - ミク、KAEDE (Chu-Z)
  - 3月8日 - 外岡えりか（アイドリング!!!6号）
  - 3月15日 - 吉本実憂、若山あやの（ともに2回目、X21）
  - 3月22日 - 遠藤舞（元アイドリング!!!3号）
- 2014年度
  - 4月5日・4月12日 - 田中れいな（2回目　12日分は収録）
  - 4月19日 - AeLL.（2回目）
  - 5月3日 - 徳永千奈美、嗣永桃子（ともに2回目）（Berryz工房　収録）
  - 5月10日・5月17日 - 遠藤ゆりか（17日分は収録）
  - 5月24日 - 大矢梨華子、高見奈央（ベイビーレイズ）
  - 6月7日 - 傳谷英里香、林愛夏（ベイビーレイズ）
  - 6月14日 - ゲストなし
  - 6月21日 - 横山ルリカ（2回目　アイドリング!!!9号）
  - 7月5日 - 末永真唯、泉川実穂（X21）
  - 7月12日 - 吉川友（3回目）
  - 7月19日 - 高嶋菜七、上西星来（東京パフォーマンスドール）
  - 8月2日 - 相沢梨紗、夢眠ねむ（でんぱ組.inc）
  - 8月23日 - 菊地亜美（アイドリング!!!）
  - 9月6日 - 多田愛佳 (HKT48)
  - 9月13日 - おのののか
  - 9月20日 - 中村静香
  - 10月4日 - 倉持由香
  - 10月11日 - 篠崎愛（2回目）
  - 11月1日 - 横山ルリカ（3回目[7]）
  - 11月8日 - 河西智美
  - 11月15日 - 喜屋武ちあき（2回目）
  - 11月22日 - 岩崎夢生、愛迫みゆ（愛乙女★DOLL）
  - 12月6日 - 和田彩花、福田花音（スマイレージ）
  - 12月13日 - 峯岸みなみ (AKB48)
  - 12月20日 - 櫻井紗季、浜崎香帆、小林晏夕（東京パフォーマンスドール）

（2015年）
  - 1月10日 - 多田愛佳（HKT48 2回目）
  - 1月24日 - 権田夏海、小島瑠那（Doll☆Elements）
  - 2月7日 - 佐藤美希
  - 2月14日 - 武藤彩未
  - 3月7日 - 青山玲子、林弓束 (predia)
  - 3月14日（最終回） - 篠崎愛（3回目）